# Manfred Eder
Manfred Ludwig Eder (* 19. Dezember 1958 in Deggendorf) ist ein deutscher katholischer Theologe. Er war von 2002 bis 2022 Professor für  Kirchengeschichte an der Universität Osnabrück.

## Leben
Eder studierte von 1978 bis 1986 an der Universität Regensburg Latein, Katholische Religionslehre und Geschichte für das Lehramt an Gymnasien. Ab 1987 bis 1990 war er Wissenschaftliche Hilfskraft am Lehrstuhl für Kirchengeschichte des Donauraumes an der Regensburger Universität. 1991 promovierte er dort mit der Dissertation Die Deggendorfer Gnad. Entstehung und Entwicklung einer Hostienwallfahrt im Kontext von Theologie und Geschichte zum Doktor der Theologie. Die Arbeit, sie wurde mit summa cum laude bewertet und mit dem Kulturpreis Ostbayern für besondere wissenschaftliche Leistungen ausgezeichnet, erschien 1992 im Passavia-Verlag. Noch im gleichen Jahr veranlasste der Regensburger Bischof Manfred Müller, aufgrund der Veröffentlichung von Eder, eine Einstellung der Deggendorfer Gnad, einer alljährlich stattfindenden Hostienwallfahrt, mit einer Bitte um Vergebung.
1991 wurde Eder Wissenschaftlicher Assistent am Lehrstuhl für Kirchengeschichte des Donauraumes und ab 1993 am Lehrstuhl für Mittlere und Neue Kirchengeschichte bei Karl Hausberger an der Universität Regensburg. Für Hausberger gab er zusammen mit Anton Landersdorfer die Festschrift Christen in Bayern – Christen aus Bayern. Biographische Aspekte und Perspektiven durch 15 Jahrhunderte anlässlich seines 65. Geburtstages heraus. 1997 habilitierte er sich mit der Habilitationsschrift Helfen macht nicht ärmer. Von der kirchlichen Armenfürsorge zur modernen Caritas in Bayern. Noch im gleichen Jahr wurde er Wissenschaftlicher Oberassistent am Lehrstuhl für Mittlere und Neue Kirchengeschichte an der Universität Regensburg und 1998 zum Privatdozenten ernannt. Seit dem Sommersemester 1999 übernahm er für drei Semester einen Lehrauftrag an der Katholisch-Theologischen Fakultät der Universität Bamberg mit Vorlesungen über Mittelalter und Neuzeit. 2002 folgte er dem Ruf auf den Lehrstuhl für Kirchengeschichte am Institut für Katholische Theologie der Universität Osnabrück. Zudem war er Dozent an der Universität Vechta. Zum Ende des Wintersemesters 2022 wurde er emeritiert.
Eder schreibt als Autor unter anderem für die Neue Deutsche Biographie, das Lexikon für Theologie und Kirche, die Theologische Realenzyklopädie, das Biographisch-bibliographische Kirchenlexikon und das Historische Lexikon Bayerns. Er ist auch als Rezensent für die Zeitschrift für Kirchengeschichte, die Theologische Revue und die Theologische Literaturzeitung tätig. Eder ist Vorstandsmitglied des Vereins für Regensburger Bistumsgeschichte.

## Veröffentlichungen (Auswahl)

### Autor
- Die „Deggendorfer Gnad“. Entstehung und Entwicklung einer Hostienwallfahrt im Kontext von Theologie und Geschichte (Dissertationsschrift), Passavia-Verlag, Passau 1992, ISBN 978-3-86036-005-7.
- Helfen macht nicht ärmer. Von der kirchlichen Armenfürsorge zur modernen Caritas in Bayern (Habilitationsschrift), Geiselberger, Altötting 1997, ISBN 978-3-920191-22-5.
- Kirchengeschichte. 2000 Jahre im Überblick, Matthias Grünewald Verlag, Ostfildern 2022 (= 3. Auflage der aktualisierten Neuausgabe der 3. Auflage von 2014 ISBN 978-3-8436-0576-2), ISBN 978-3-7867-3106-1.
- Drei Kritiker der "Deggendorfer Gnad" aus drei Jahrhunderten. Johann Heinrich von Golling (um 1733–1802), Ludwig Steub (1812–1888) und Karl Krotzer (1920–1994). Stadtmuseum Deggendorf, Deggendorf 2016, ISBN 978-3-929363-39-5.
- Kirchengeschichte in Karikaturen. Von der Französischen Revolution bis zur Gegenwart, Matthias Grünewald Verlag, Ostfildern 2017, ISBN 978-3-7867-3101-6.

### Herausgeber
- Christen in Bayern – Christen aus Bayern. Biographische Aspekte und Perspektiven durch 15 Jahrhunderte mit Anton Landersdorfer, Festschrift für Karl Hausberger zum 65. Geburtstag, Verein für Regensburger Bistumsgeschichte, Regensburg 2009.
- Joseph Bernhart: Der Vatikan als Weltmacht. Geschichte und Gestalt des Papsttums. Kommentierte Neuausgabe hg. von Manfred Eder, Thomas Groll und Karin Precht-Nußbaum im Auftrag der Joseph-Bernhart-Gesellschaft e. V., unter Mitarbeit von Markus Zimmer, Anton H. Konrad Verlag, Weißenhorn 2019, DNB, ISBN 978-3-87437-580-1.